# Celebophlebia dactylogastra
Celebophlebia dactylogastra – gatunek ważki z rodziny ważkowatych (Libellulidae).